# Hästtjärnen (Gåxsjö socken, Jämtland)
Hästtjärnen är en sjö i Strömsunds kommun i Jämtland och ingår i Indalsälvens huvudavrinningsområde.